# مانويل كاماتشو
مانويل كاماتشو (بالإسبانية: Manuel Camacho)‏ هو لاعب كرة قدم مكسيكي، ولد في 29 أبريل 1929 في ولاية خاليسكو في المكسيك، وتوفي في 24 سبتمبر 2008 في سان دييغو في الولايات المتحدة. شارك مع منتخب المكسيك لكرة القدم. أما مع النوادي، فقد لعب مع أتلانتي إف سي وتيبورونيس روخوس دي فيراكروز وديبورتيفو مارتي وزاكاتيبيك ونادي أمريكا ونادي تولوكا.

## وصلات خارجية
- مانويل كاماتشو على موقع الاتحاد الدولي (مؤرشف)  (الإنجليزية)
- مانويل كاماتشو على موقع قاعدة بيانات كرة القدم.إي يو (الإنجليزية)
- مانويل كاماتشو على موقع ناشيونال فوتبول تيمز (الإنجليزية)
- مانويل كاماتشو على موقع Soccerway.com (الإنجليزية)
- مانويل كاماتشو على موقع عالم كرة القدم.نت (الإنجليزية)